# Vuotjärvi
Vuotjärvi är en sjö i Kuopio (före 2017 även i dåvarande Juankoski kommun) i landskapet Norra Savolax i Finland. Sjön ligger norr om Juankoski tätort, 95 meter över havet. Den är 32,45 meter djup. Arean är 56,5 kvadratkilometer och strandlinjen är 293,83 kilometer lång. Sjön  ingår i Vuoksens huvudavrinningsområde.   Vuotjärvi  ingår i Vuoksens huvudavrinningsområde.  Den ligger omkring 35 kilometer nordöst om Kuopio och omkring 370 kilometer nordöst om Helsingfors. 
Sjöns ekologiska tillstånd är bra. Det finns 253 öar i sjön.[källa behövs]